# هیکارو فوجیشیما
هیکارو فوجیشیما (انگلیسی: Hikaru Fujishima؛ زادهٔ ۵ آوریل ۱۹۸۹) بازیکن فوتبال اهل ژاپن است.